# هنری ادلر
هنری ادلر (انگلیسی: Henry Adler; ۲۸ ژوئن ۱۹۱۵ – ۳۰ سپتامبر ۲۰۰۸) موسیقی‌دان، آموزگار اهل ایالات متحده آمریکا بود. وی بین سال‌های ۱۹۳۰ تا ۲۰۰۸ میلادی فعالیت می‌کرد.